# 김동선 (축구 선수)
김동선(한국 한자: 金東先, 1978년 3월 15일 ~ )은 대한민국의 축구 선수이며, 포지션은 공격수이다.